# Шеметів ліс (поблизу с. Деріївка)
Шереметів ліс — заповідне урочище місцевого значення. Об'єкт розташований на території Онуфріївського району Кіровоградської області, поблизу с. Деріївка.
Площа — 35 га, статус отриманий у 1978 році.